# Стародубцев, Михаил Яковлевич
Михаил Яковлевич Стародубцев (26 октября 1928 — 10 июня 1994) — передовик советской химической промышленности, старший флотатор комбината «Апатит» имени С. М. Кирова Министерства химической промышленности СССР, Мурманская область, Герой Социалистического Труда (1971).

## Биография
Родился 26 октября 1928 года в селе Паревка Инжавинского района Тамбовской области в крестьянской семье. В 1943 году, когда в стране бушевала Великая Отечественная война, в возрасте пятнадцати лет трудоустроился работать в колхозе родного села комбайнером. В 1948 году призван в ряды Советской армии. Службу проходил в группе Советских войск в Германии, артиллерист (командир орудия, заместитель командира взвода). За время службы неоднократно поощрялся командованием.
После демобилизации уехал работать и жить на Север — в Мурманскую область. Трудоустроился в пожарную охрану комбината «Апатит», а через четыре месяца был переведён работать флотатором на апатит-нефелиновую обогатительную фабрику № 1 (АНОФ-1). С 1953 по 1955 годы проходил обучение на курсах мастеров-обогатителей, после чего был назначен мастером-технологом.
В 1964 году после запуска апатит-нефелиновой обогатительной фабрики № 2 (АНОФ-2) перешел работать на это предприятие на должность старшего флотатора.
Указом Президиума Верховного Совета СССР от 20 апреля 1971 года за выдающиеся успехи в выполнении заданий пятилетнего плана, внедрение передовых методов труда и достижение высоких технических и производственных показателей Михаилу Яковлевичу Стародубцеву присвоено звание Героя Социалистического Труда с вручением ордена Ленина и золотой медали «Серп и Молот».
Избирался депутатом Верховного Совета РСФСР 7-го и 8-го созывов.
Проживал в городе Кировске. Умер 10 июня 1994 год в городе Апатиты,похоронен с почестями на новом кладбище города Апатиты. .

## Награды
За трудовые успехи был награждён:
- золотая звезда «Серп и Молот» (26.04.1971)
- два ордена Ленина (30.03.1965; 26.04.1971)
- другие медали.
- Лауреат премии Совета Министров СССР (1971)